# سوزان دوبسون
سوزان دوبسون هي مصورة كندية، ولدت في 1965.